# ダニエル・オルテガ
ダニエル・ホセ・オルテガ・サアベドラ（スペイン語: Daniel José Ortega Saavedra, 1945年11月11日 - ）は、ニカラグアの政治家。サンディニスタ民族解放戦線（FSLN）の指導者。1985年から1990年までニカラグアの大統領。2006年11月のニカラグア大統領選挙に勝利して16年ぶりに大統領に再選、2007年1月に就任している。2011年と2016年にも再選を果たした。大統領の無制限連続再選を可能とする憲法改正を実施し、2021年11月の大統領選挙でも5期目の当選を果たした。大統領選挙への出馬を予定する他の候補者を拘束・軟禁するなど独裁色を強めている。政治姿勢は反米左派。
妻のロサリオ・ムリージョは2017年1月から副大統領を務めている。ムリージョを副大統領から『共同大統領』とする憲法改正案を提起し、議会での承認を経て2025年2月18日に施行され、夫妻による国家の統治が強化された。

## 生い立ち

### 革命前

#### 少年時代
チョンタレス県ラ・リベルタ市出身。親のダニエル・オルテガ・セルダとリディア・サアベドラはアナスタシオ・ソモサ・ガルシア政権に反対していた。兄弟はカミロ・オルテガがサンディニスタ民族解放戦線に参加しソモサ政権に抵抗して死亡しており、ウンベルト・オルテガはニカラグアの元将校・作家だった。

#### ジュイガルパとマナグア
13歳の時に父親の事情でチョンタレス県ラ・リベルタから県都ジュイガルパ、そしてマナグアへ移った。高校ではニカラグアの政治家アルノルド・アレマンと同級生だった。法学専攻で中米大学を卒業した。この時父親はアメリカのニカラグア介入に批判的で、ソモサ政権に対するアメリカの支援を嫌がり息子たちに反米教育を行った

### 初期の政治活動
当時のニカラグアはソモサによる全3代に渡る「ソモサ王朝」と呼ばれるような独裁的な統治が行われていた。このソモサの独裁政権の3代目となるアナスタシオ・ソモサ・デバイレ統治時代の政権打倒に賛成し、革命学生戦線の一員となる。1963年、サンディニスタ民族解放戦線（FSLN）に加入し、1965年から学生運動の全権代表として同戦線の指導部に入った。

### 拘留
1967年から1974年までFSLN内の第三の道派として活動し、反政府左翼活動で逮捕、拘留された。拘留中はオルテガは詩を書いており、そのうちの一つに「ミニスカートが流行っていたころのマナグアを見たことがない」と題したものがある。FSLNの作戦により釈放されると仲間と共にキューバに亡命してフィデル・カストロのマルクス・レーニン主義政府から軍事訓練を受けた。ちなみに拘束から解放されたオルテガは、1967年8月、拷問を受けた衛兵ゴンサロ・ラカヨの暗殺を手配している。密かにニカラグアに帰国した後、第一次ニカラグア内戦では1975年まで1976年にFSLNの北部戦線部隊を指揮し、1977年から1979年までコスタリカ国境付近の南部戦線部隊を指揮した。

### FSLN内の分裂
FSLN内は分裂し、完全に第三の道派として活動することになる。第三の道派閥はトマスボージのGuerra Prolongada Popular（GPP、延長人民戦線）とハイメウィロックのプロレタリア・テンデンシーという他の2派閥の異なるゲリラ戦争戦略を組み合わせようとした。
オルテガ兄弟は、カトリック教会やプロテスタントの活動家、その他の非マルクス主義の市民社会グループなど、幅広い反ソモサ勢力と同盟を結んだ。 
そんな第三の道派はは政治力と軍事力を行使する上で最も効果的な派閥となり、FSLNの連帯を求める彼らはフィデル・カストロなどの革命指導者の支持を得た。

### 結婚
オルテガは1979年にロサリオ・ムリーリョと結婚し、前妻との間にできた3人の子供とともにコスタリカに移住した。オルテガは2005年に、教会との和解の一環として、カトリック教会に結婚を認めてもらうためにムリジョと再婚している。妻ムリジョは副大統領になっており、欧州連合から個人制裁の対象になっている。

### ニカラグア革命とコントラ戦争
1979年7月18日のニカラグア革命によって、親米のアナスタシオ・ソモサ・デバイレ政権が打倒され、40年以上続いたソモサ独裁政権が崩壊した後、オルテガはサンディニスタの過激派モイセス・ハッサン、小説家セルヒオ・ラミレス、実業家アルフォンソ・ロベロ、殺されたジャーナリストの未亡人ビオレタ・バリオス・デ・シャモロとオルテガら5人からなる国家再建暫定民主政府指導者会議に入る。
その時のオルテガをあるメディアは「この時、オルテガ氏は、やや理想主義に偏るところはあったにせよ、独裁を排し国民すべてが幸福に暮らせる国を建国する、との崇高な志に燃えていた。」と評している。
1979年9月、アメリカのカーター大統領はオルテガをホワイトハウスに迎え、他の中米左翼ゲリラ運動への参加を警告した。当時、オルテガはサンディニスタの周辺国への関与を否定しているほか、オルテガが反サンディニスタのグループに対するCIAの支援についてアメリカに問いただしたとき、カーターとウォーレン・クリストファー国務副長官はその報告が虚偽であると述べている。会合の後、カーターは議会に、他のゲリラを支援しないというサンディニスタ政府の約束を条件としてニカラグアに7500万ドルを援助するよう要求した。
FSLNが政府を支配するようになり、ロベロとチャモロは辞任し、1981年にオルテガが政府の調整役となった。政府における唯一のFSLN国家理事会のメンバーとして、彼はこの国の実質的指導者となった。政権を獲得した後、FSLNは社会改革に着手した。彼らは2万平方キロメートルの土地を約10万世帯に再分配することを手配し、識字率向上運動を開始し、集団予防接種によってポリオを撲滅し、他の治療可能な病気の頻度を減らすために医療を改善した。当初革命政府は非同盟、混合経済、複数政党制を三本の柱とした体制だった。政権に協力的なブルジョワ層の支持を得て、広大な農地を所有していたソモサ家の土地を接収し、農地改革を行った。また、教育にも関心を払い、ブラジルのパウロ・フレイレの教育理論を取り入れた識字教育により、ニカラグアの識字率は劇的に改善した。
また革命政府は一部所有物の国有化を行っていた。この国有化政策はソモサ族が所有していたの銀行と企業が所有していたものを中心に多大な影響を与えた。なお、すべての農場、企業、産業のうち半分以上が私有のままであった。革命政府は混合経済を維持し、民間部門の投資を支援することを望んでいた。この一連の政策に対し民間企業上級評議会（COSEP）はサンディニスタの経済改革に反対している。ニカラグアの大企業の主要組織は、商業と銀行を支配する太平洋沿岸都市の豊かな家族で構成されていた。 オルテガは自身の政策への反対に対して非常に強硬な態度をとった。
オルテガ政権は、先住民の多くを強制的に移住させ、1982年までに10000人が移住させられた。数千人のインディアンが国境を越えてホンジュラスに避難し、オルテガ政権はニカラグアで14000人を投獄した。人類学者のジル・バタイヨンは、これをニカラグアの「民族殺戮の政治」と呼んだ。インディアンたちは、ミスラとミスラサタという2つの反政府グループを結成した。彼らは北部ではニカラグア民主軍（FDN）、南部ではエデン・パストーラの指導の下、強制的な集団化に抵抗していた元サンディニスタと農民によって合流した。
1980年、サンディニスタ政権は大規模なニカラグア識字率向上政策を実施し、5ヶ月間で非識字率が50%から13%に低下したと発表した。ロバート・F・アーノーブは、統計から多くの「教えられない」非識字者が省かれ、識字者とされた人の多くが簡単な文章の読み書きができないことが判明したため、この数字は過剰だと述べた。リチャード・クラフトは、たとえ数字が誇張されていたとしても、「教育史において前例のない快挙」であると述べている。1980年、ユネスコはニカラグアの努力を認め、ナデシュダ・K・クルプスカヤ賞を授与した。
FSLNはニカラグアの保健システムの改善、特にワクチン推進と公立病院の建設にも注力した。これらの行動により、子どもの死亡率は半減し、1000人当たり40人の死亡率となった。 1982年までに、世界保健機関はニカラグアを一次医療のモデルとみなした。 この成果もありニカラグアは健康上の進歩を理由としてユネスコ賞を獲得した。
しかし、1980年にFSLN政権を敵視したロナルド・レーガンがアメリカ合衆国大統領に就任すると、ニカラグアを「西半球のガン」と呼んで憚らなかった他FSLNが、ソ連の支援を受けたキューバとともに、エルサルバドルなど他のラテンアメリカ諸国のマルクス主義革命運動を支援していると非難した。レーガンは旧ソモサ軍（国家警備隊）の兵士や傭兵を資金援助してCIAにコントラを結成させ、コントラ戦争を強い、さらには経済制裁と併せて機雷による港湾封鎖や爆撃を繰り返した。
コントラ戦争はニカラグアで3万人の命を奪った。 コントラと戦うためにサンディニスタ政権が用いた戦術は、市民の権利を抑圧するものとして広く非難されてきた。1982年3月15日、軍政部は包囲状態を宣言し、独立ラジオ局の閉鎖、結社の権利の停止、労働組合の自由の制限を許可した。ニカラグアの人権常設委員会は、サンディニスタの人権侵害を非難し、戦争の最初の数年間に数千人が殺害され、強制的に姿を消したと非難している。
1984年の総選挙でオルテガは67％の得票率で大統領に当選し、1985年1月10日に大統領に就任した。選挙戦の初期段階において、オルテガは多くの制度的優位性を享受し、分裂した野党に対して報道機関、警察、最高選挙評議会の全権を行使した。11月の選挙前の数週間、オルテガは国連演説でリオデジャネイロで行われた選挙改革に関する協議を非難した。 しかし、10月22日までにサンディニスタは野党と選挙法および選挙運動法の改革に関する協定に署名し、プロセスをより公正で透明なものにした。 選挙運動中、オルテガはサンディニスタの業績を宣伝し、集会で「民主主義は識字、民主主義は土地改革、民主主義は教育および公衆衛生」と語った。 国際社会はこの選挙がこの国で半世紀以上ぶりに行われた自由選挙と判定した。アイルランド政府代表団の報告書にはこう書かれている。「今回の選挙は完全な整合性を持って実施された。選挙に参加した7つの政党は、幅広い政治的イデオロギーを持っていた。」 ニューヨークの人権委員会の顧問弁護士は、この選挙を 「自由で公正、かつ熱い戦い」と評した。しかし、一部の人々たちは、この選挙を「不正選挙」と表現した。詳細な調査によれば、1984年の選挙はサンディニスタ政府に従属する党の選挙であったため、東側諸国の国々で共産党の中央委員会の党大会が行われているのと同様に、選挙は投票によって大統領が生まれることはなかったと考えられている。
当時ニカラグアには右翼の党が3つ、左翼の党が3つあり政府資金と無料のテレビ・ラジオ放送時間の援助を受けて選挙活動を行った。保守系右翼2党は合計で23％の票を獲得した。当時のニカラグアの党は全国で集会を開き（そのうちのいくつかはFSLN支持者によって妨害された）、サンディニスタを厳しい言葉で非難した。メディアは、この選挙が「ソビエト式の見せかけの選挙」であったという、アメリカのメディア・レーガン政権の主張を否定するために、この多元性を指摘した。
いくつかの野党は、アメリカ大使館員からの圧力で選挙をボイコットしたと言われており、レーガン政権によって不公平であると非難された。  したがってレーガンはコントラの「民主的抵抗」と呼ばれる支援を続けることが正当であるとした。
コントラの介入は、オルテガの民主化選挙後も（秘密裏にではあるが）継続された。1987年7月の中央アメリカ5カ国首脳による和平交渉により、中米和平協定が締結され、紛争終結のための道が始まった。1988年、コントラはサンディニスタ政権と初めて和平交渉に入ったが、暴力は続き、米国の支援もあった。米国の反対にもかかわらず、1989年にコントラの武装解除が開始された。

### 第一次オルテガ政権

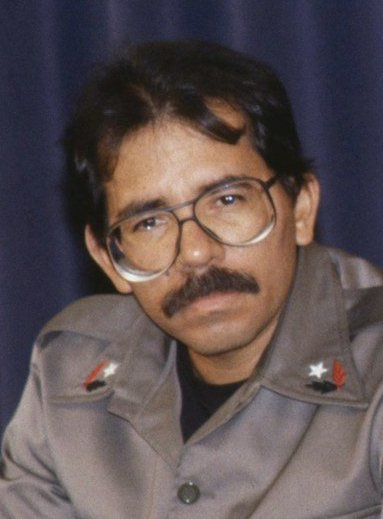
1989年のオルテガ

1984年11月4日の民主的な大統領選挙にて、有効投票の67.0%の得票により当選し、1985年1月10日から1990年4月25日まで、ニカラグア共和国大統領を勤めた。この選挙では徴兵制導入（コントラへの対処のため）への反対や、アメリカ合衆国ではなくコントラとの直接対話を掲げた野党の内、最大野党のニカラグア民主主義調整委員会（キリスト教社会党、社会民主党、立憲自由党の連合）とニカラグア民主運動の4党がボイコットし、白紙投票、棄権票を含めると実質的な国民の支持は47.4%の信任に留まったものの、ニカラグアにも民主的選挙による合法体制が成立し、1985年1月10日に副大統領のセルヒオ・ラミレス、国防大臣のウンベルト・オルテガと共に入閣した。
この第一次オルテガ政権で、国内総生産（GNP）の40%以上を占めたソモサ一家の財産をはじめとする私有財産の大規模な国有化が行われ、1977年に国内総生産比15%だった国有部門は1980年には34%に拡大した。この政策は多くの知識人・富裕層をロサンゼルス、マイアミに亡命させることになり、第一次ニカラグア内戦、コントラ戦争による被害や、FSLN政権を敵視したレーガン大統領によるアメリカ合衆国の経済制裁)と併せて、ソモサ時代に国民の60%以上が貧困層でありながらも、マクロ経済では中央アメリカ一の繁栄を誇ったニカラグア経済は壊滅的な打撃を受けた（1990年のGDPはソモサ政権末期の30%以下）。その後10年以上も欧米OECD諸国が何百億円ものODAをつぎ込んだが、ニカラグアは2008年時点も1980年のGDPのレベルにまで到達できていない。
内戦は激しさを増し、それにつれてFSLN政権の左傾化は進んだ。激減したアメリカ合衆国の援助に代わってキューバやソビエト連邦の援助もあり、特にキューバは医療や識字教育への支援などに大きな役割を果たしたものの、結局は両国とも冷戦の範囲内でアメリカ合衆国を刺激しないような援助政策に留まり、ソ連からはT-55戦車は輸出されたものの、ミグ戦闘機の輸出などは結局行われなかった。
内戦中にニカラグア経済は壊滅的な状態となり、ハイパーインフレーションが進行する中でオルテガをはじめとするFSLN幹部は、苦しむ民衆を横目に旧ソモサ派から接収した豪邸に住み、高級外車を乗り回すなど腐敗の様相を帯び、さらにはアメリカ合衆国による敵視政策や、左傾化政策により、国民の支持も徐々に失っていった。そのため、当初拒否していたコントラではなく、コントラの背後にいたアメリカ合衆国との直接対話を諦め、ニカラグア内戦の収拾を図った。コスタリカのオスカル・アリアス・サンチェス大統領やラテンアメリカ諸国によるコンタドーラ・グループの仲介もあり、1987年8月の中米和平合意に調印し、1988年にニカラグア政府とコントラの間で休戦協定が結ばれた。第一次ニカラグア内戦により4万人が、第二次ニカラグア内戦により5万から6万人が死亡したと見られ、数十万人が国外に亡命した。
内戦が終結した後、1990年2月に国際連合の監視下で行われた大統領選挙で、国民野党連合（UNO）のビオレタ・チャモロに10ポイントの大差で敗れ、選挙結果を受け入れてFSLN内部のクーデターの動きを制し、辞任した。

### FSLN書記長
チャモロ政権ではFSLN書記長として、弟のウンベルト・オルテガと共にチャモロ政権によるサンディニスタ人民軍の軍縮や、蜂起する旧ソモサ、サンディニスタ両派のゲリラとの和解に協力する一方、奢侈と腐敗が進行した。
1996年の大統領選挙に出馬したが、自由同盟（AL）のアルノルド・アレマンに敗れ落選した。1998年にオルテガのセクハラが養女によって告発され、スキャンダルとなってFSLNの腐敗は進行し、FSLNは与党との取引により、ニカラグアの腐敗政治を担う政党勢力の一角となり下がり、党内からサンディニスタ革新運動（MRS）が分裂した。2001年の大統領選挙にも出馬したが、旧ソモサ派の流れを継ぐ立憲自由党（PLC）のエンリケ・ボラーニョスに敗れ、落選した。
この間、FSLNはイデオロギー上の立場を修正し、政治的・経済的過激主義を放棄して、国民の70%を占める貧困層中で支持を集めた。

### 第二次オルテガ政権以降

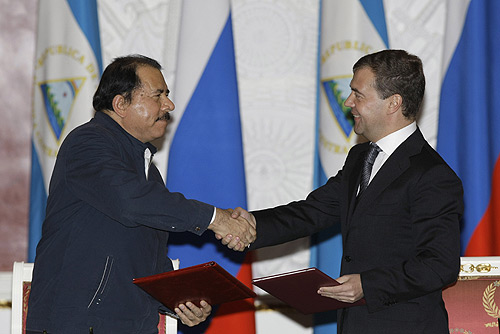
ドミートリー・メドヴェージェフロシア連邦大統領との会談（2008年）

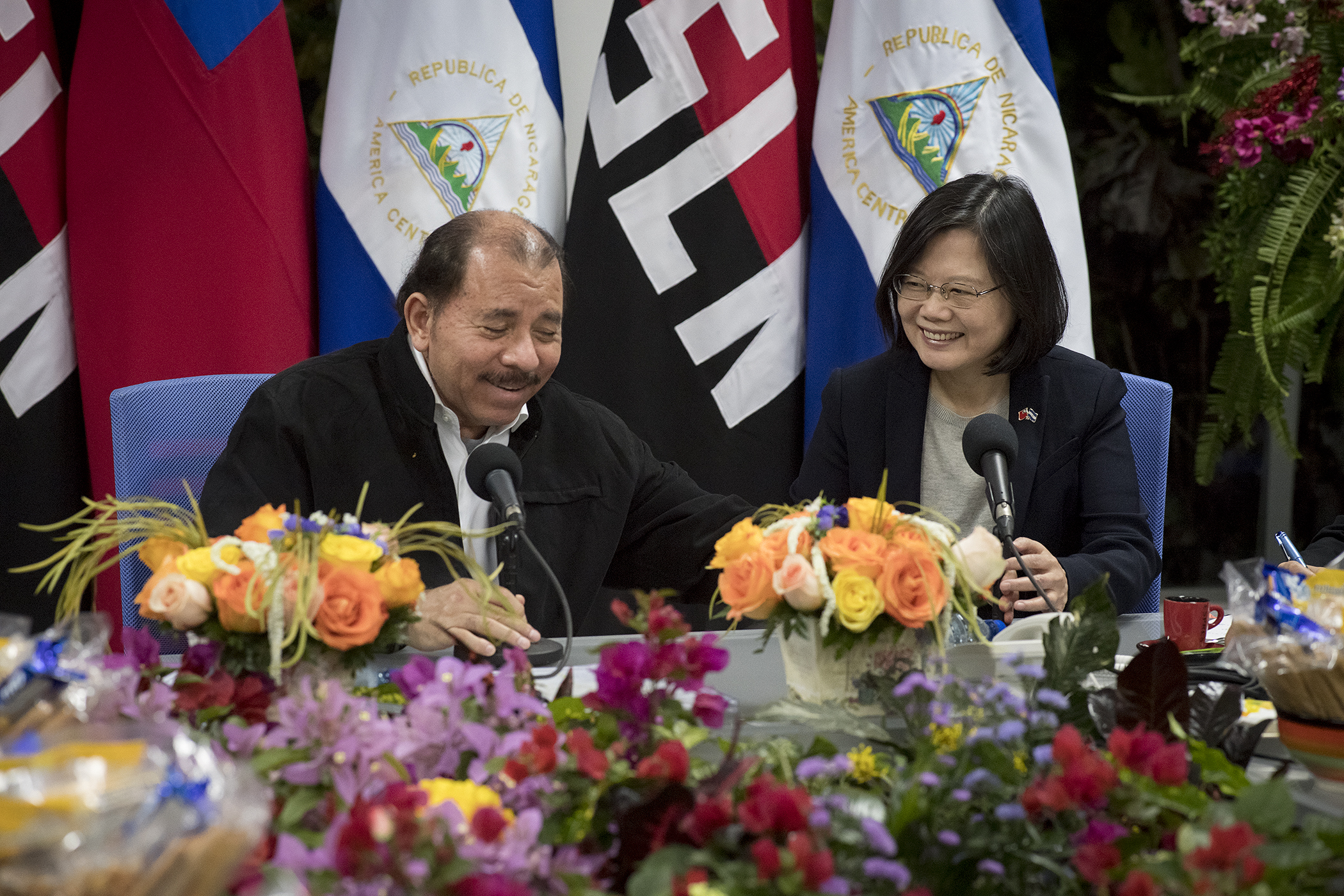
蔡英文中華民国総統との会談（2017年）

2006年11月5日に行われた大統領選挙で当選し、2007年1月10日（現地時間）に就任した。選挙前に行われた法改正（国民の過半数の信任を得なくても、第一候補であれば当選できる）と、強力なライバルであったエルティ・レウィテスの謎の急死、人工妊娠中絶容認などカトリック教会とFSLNの融和などに助けられたとはいえ、34-36%の支持率での辛勝であった。当選後は大統領官邸に居住せず、FSLN党本部から指揮を執っている。2011年11月に行われた大統領選挙でも、対立候補に大差をつけて再選を果たした。
就任後はかつてのような性急な国有化政策を行わない一方で、キューバのラウル・カストロ政権やベネズエラのウゴ・チャベス政権やボリビアのエボ・モラレス政権、エクアドルのラファエル・コレア政権などラテンアメリカ域内の左派政権や、ロシア、イランに接近している。2008年3月のコロンビアとエクアドルの対立では、ベネズエラ、エクアドルと共にコロンビアとの国交断絶を宣言し、同年8月の南オセチア紛争の際には、9月にロシアに続いて世界で二番目にアブハジアと南オセチアの主権を承認し、明確な反米色と親露路線を打ち出した。第一次オルテガ政権時代に中華人民共和国との国交樹立のために断交した中華民国（台湾）との国交はチャモロ政権で回復したが、2021年にオルテガは再び台湾と断交して中華人民共和国と国交正常化した。
2020年3月12日から同年4月にかけて、1か月以上公の場から姿を消した。折しも新型コロナウイルス感染症の世界的流行が拡大した時期であり、オルテガの妻であるムリージョ副大統領が国民に落ち着いて仕事を続けるよう呼び掛けたものの具体的な感染防止対策の公表や指示はなく、米州保健機構は同国の状況に懸念を示した。
2021年11月に行われた大統領選で、4期連続の当選を確実にした。選挙管理委員会が公表した暫定中間集票によると、獲得した投票数は75％だが、対立候補の大半が投獄されたり、亡命したりしており、アメリカは「茶番」と非難していた。
2024年、ベネズエラで大統領選挙をめぐり対立が発生。オルテガは、ベネズエラに武装反革命が起きた際には現職のニコラス・マドゥロを支援するため「サンディニスタの戦闘員」を派遣すると申し出た。
オルテガが提案していた、ロサリオ・ムリージョ副大統領に絶対権力を与え、『共同大統領』に昇格させる憲法改正案が2025年1月30日に国民議会にて了承され、同年2月18日に施行された。これにより国家の立法、司法、監督権が夫妻に移譲されることとなった。

## 人物
将官の階級と革命司令官の名誉称号を有する。内戦中は眼鏡をかけていた。
- 1980年9月- サンディニスタ人民革命監督国家委員会委員。
- 1981年-1985年 国家再建政府指導者会議の調整官。
- 1985年-1991年 サンディニスタ民族解放戦線国家指導部執行委員会の調整官。
- 1991年- サンディニスタ民族解放戦線書記長。

## 脚註
1. ↑  「ニカラグア弾圧 激化／大統領選控え反体制派拘束」『毎日新聞』2021年6月20日（国際面）2021年6月27日閲覧
2. 1 2  “Nicaragua amends constitution, grants 'absolute power' to president and his wife”. France 24. (2025年1月31日) 2025年1月31日閲覧。
3. 1 2  “Nicaragua’s deepening repression: UN experts call for urgent global action”. 国際連合人権高等弁務官事務所. (2025年2月26日) 2025年3月24日閲覧。
4. ↑  “Meet Daniel Ortega, Nicaragua's Rising Dictator”. web.archive.org (2018年4月25日). 2023年4月22日閲覧。
5. ↑  “「革命の英雄」が独裁者に変貌したニカラグアの惨状”. Wedge ONLINE(ウェッジ・オンライン) (2018年9月5日). 2023年4月22日閲覧。
6. ↑  後藤政子『新現代のラテンアメリカ』（時事通信社 1993年）pp.297-298
7. ↑  後藤政子『新現代のラテンアメリカ』（時事通信社 1993年）p.292
8. ↑  “ニカラグア大統領選 オルテガ氏、大差で再選 国会議席3分の2へ”. しんぶん赤旗. (2011年11月9日) 2012年9月17日閲覧。
9. ↑  “Taiwan President to Stop in US”. ワシントン・ポスト. (2007年1月5日) 2017年6月19日閲覧。
10. ↑  “ニカラグア、台湾と断交 中国と国交を締結”.   日本経済新聞 (2021年12月10日). 2022年6月3日閲覧。
11. ↑  “中米ニカラグア、大統領が1カ月以上姿見せず 感染対策も発表なし”.  CNN (2020年4月15日). 2020年4月14日閲覧。
12. ↑  “ニカラグア大統領選、現職オルテガ氏が4期連続当選確実”.  AFP (2021年11月8日). 2021年11月9日閲覧。
13. ↑  “ニカラグア大統領、ベネズエラに「サンディニスタ戦闘員」派遣の申し出”.   CNN (2024年8月28日). 2024年8月28日閲覧。